# Ptilodactyla tenanarivana
Ptilodactyla tenanarivana is een keversoort uit de familie Ptilodactylidae. De wetenschappelijke naam van de soort is voor het eerst geldig gepubliceerd in 1925 door Pic.